# Boys & Girls
《Boys & Girls》是日本歌手濱崎步第9張單曲。輕鬆的曲調廣受歡迎，成為濱崎步第2張的百萬單曲，同時也成為濱崎步每年演唱會不可缺少的曲目之一。於1999年7月14日在日本發售。

## 說明
本作起，濱崎步改變了她之前的單曲發行模式。她開始啟用12cm CD作為媒介，並在單曲中加入了大量的混音歌曲，直至2002年的單曲作品《Daybreak》以後，才減少了混音曲目的數量。
《Boys & Girls》發行的當時，適逢與知名製作人小室哲哉當時力捧鈴木亞美發行的單曲《BE TOGETHER》對打。首週由《BE TOGETHER》勝出奪冠，《Boys & Girls》居於第二，但次週開始《Boys & Girls》銷量並沒有減緩，連續三週都在公信榜上獲得首位，直到濱崎步自己的次作單曲《A》的發行才中斷本作的連冠。本作最終突破百萬，累積銷售超越了同時發行的《BE TOGETHER》。
此曲最後在年底奪下第41回日本唱片大賞的優秀作品賞，並於同年12月31日首度出場參加第50屆NHK紅白歌唱大賽演唱本作。

## 收錄歌曲
全曲作詞：濱崎步
1. Boys & Girls "MAD FILTER MIX"
2. Boys & Girls "AUBE Original mix"
作曲：D・A・I／編曲：鈴木直人、D・A・I
花王「AUBE化粧品」廣告歌曲
3. Boys & Girls "Higher Uplift Mix"
4. LOVE ～Destiny～ "TODD'S LOVERS CONVERSION"
5. Boys & Girls "HΛL's Mix"
6. Boys & Girls "Melt Down Dub Mix"
7. TO BE "Bright Mix"
8. Boys & Girls "D-Z PSYCHEDELIC ASSASSIN MIX"
9. Boys & Girls "Dub's club Remix"
10. Boys & Girls "AUBE Original Mix" -Instrumental-